# (372573) Pietromenga
(372573) Pietromenga est un astéroïde de la ceinture principale.

## Description
(372573) Pietromenga est un astéroïde de la ceinture principale. Il fut découvert le 24 octobre 2009 à Magasa par Mario Tonincelli et Fulvio Zanardini. Il présente une orbite caractérisée par un demi-grand axe de 2,66 UA, une excentricité de 0,04 et une inclinaison de 21,1° par rapport à l'écliptique.

## Compléments